# Umm al-Qaywayn
Umm al-Qaywayn (arabiska: أمّ القيوين), även transkriberat Umm al-Quwwayn, kan antingen syfta på ett av de sju emirat som utgör Förenade arabemiraten på Arabiska halvön eller emiratet Umm al-Qaywayns huvudstad. Det är det näst minsta emiratet och ligger i norra delen av landet, och dess regent är shejk Rashid bin Ahmad al-Mualla.
Emiratet hade 53 000 invånare år 2008 och en areal på 780 km².

## Historia
1775 etablerade shejk Majid al-Mualla, grundaren av den regerande al-Mualla-dynastin, det självständiga sheikriket Umm al-Qaywayn. Den 8 januari 1820 undertecknade shejk Abdullah I ett maritimt avtal med Storbritannien, och accepterade därmed ett protektorat som skulle hålla osmanerna borta. Som sina fyra grannar (Ajman, Dubai, Ras al-Khayma och Sharja) gör dess position på vägen till Indien den viktig nog att bli erkänd som ”salutstad”.
Den 2 december 1971 blev emiratet en del av Förenade arabemiraten.

## Regenter
Regenterna är
- 1775 - 17.. Shejk Majid al-Mualla
- 17.. - 1816 Shejk Rashid I ibn Majid Mu'alla
- 1816 - 1853 Shejk Abdullah I ibn Rashid al-Mualla
- 1853 - 1873 Shejk Ali ibn Abdullah al-Mualla
- 1873 - 13 juni 1904 Shejk Ahmad I ibn 'Abd Allah al-Mualla (18.. - 1904)
- 13 juni 1904 - augusti 1922 Shejk Rashid II ibn Ahmad al-Mualla (1875 - 1922)
- Augusti 1922 - oktober 1923 Shejk 'Abdallah II ibn Rashid al-Mualla
- Oktober 1923 - 9 februari 1929 Shejk Hamad ibn Ibrahim al-Mualla
- 9 februari 1929 - 21 februari 1981 Shejk Ahmad II ibn Rashid al-Mualla (1904 - 1981)
- 21 februari 1981 - 2009 Shejk Rashid III ibn Ahmad al-Mualla (född 1930)
- 2009- Shejk Saud ibn Rashid al-Mualla